# 23.ª Brigada de Infantaria de Selva
A 23.ª Brigada de Infantaria de Selva (23.ª Bda Inf Sl), é uma das brigadas do Exército Brasileiro, com sede em Marabá, no Pará, enquadrada no Comando Militar do Norte. É considerada a maior e mais poderosa brigada da Amazônia. Possui a denominação histórica Brigada Marechal Soares de Andrea.
Dado seu poderio bélico é classificada como "grande unidade", dotada de elevado poder de fogo em função de suas quatro peças de armas de manobra (batalhões de infantaria) de subunidades de outras armas de manobra (esquadrão de cavalaria), de armas de apoio (grupo de artilharia, companhia de comunicações e companhia de engenharia) e de serviços (batalhão logístico). Concentra em Marabá 8 de suas 12 organizações militares orgânicas.
Formada por militares da região e transferidos, são profissionais especialistas nas várias armas e em guerra na selva, componentes da elite do Exército Brasileiro.

## Denominação histórica
A brigada homenageia a Francisco José de Sousa Soares de Andrea (1781-1858), marechal que foi presidente da província do Pará, de 9 de abril de 1836 a 7 de abril de 1839, onde combateu o movimento popular da cabanagem. Embora tido como herói na caserna, não é tido como herói perante a memória histórica paraense.

## Histórico

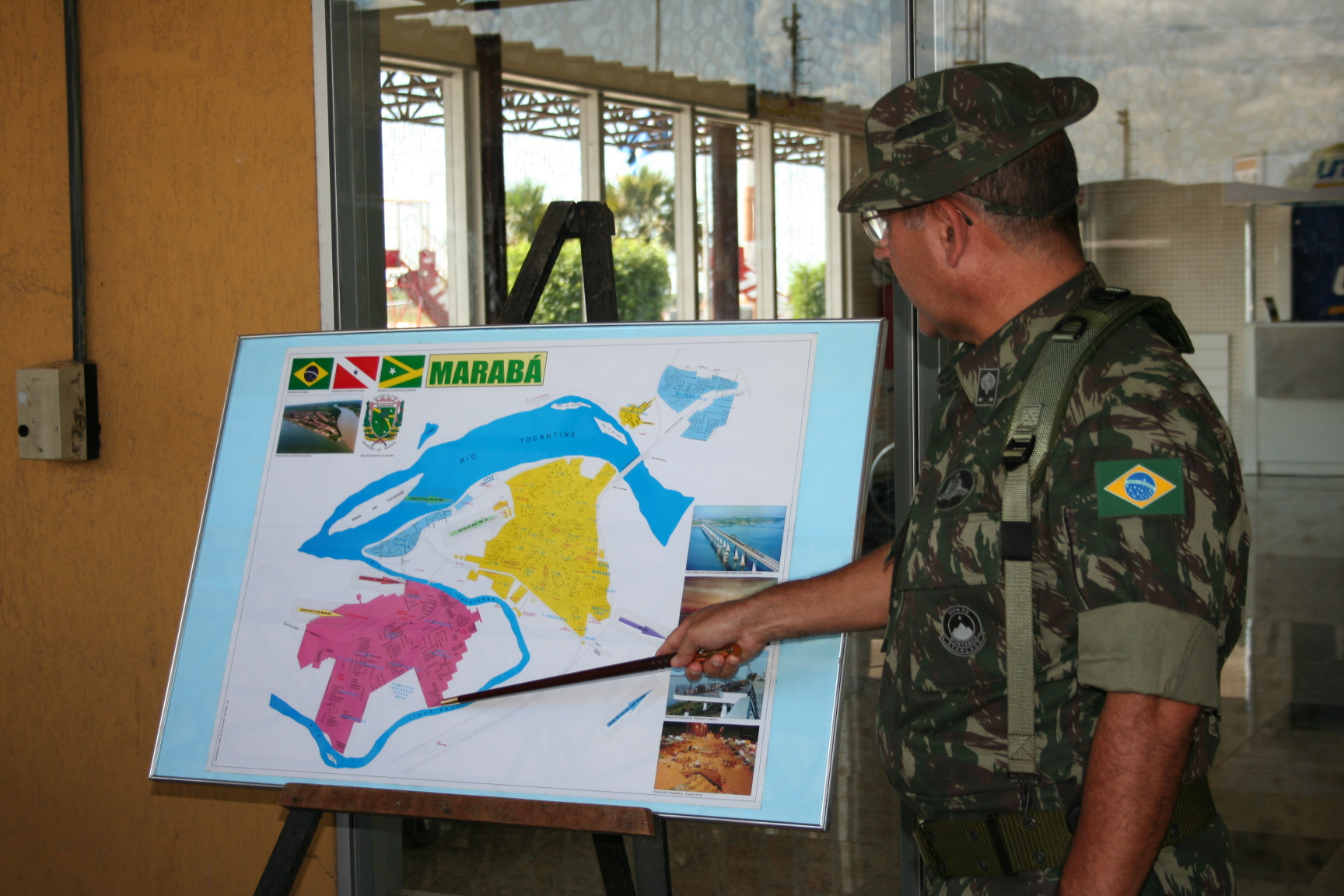
General Mário Lúcio Alves de Araújo Filho, então comandante da 23ª Brigada de Infantaria de Selva, apresenta o mapa da cidade de Marabá numa coletiva de imprensa, em 2008.

A 23.ª Brigada de Infantaria de Selva foi criada em 9 de junho de 1976, por força do decreto nº 77.804; inicialmente com sede em Santarém, foi transferida para Marabá em 26 de novembro do mesmo ano. A sua criação objetivava atender às necessidades de segurança e integração na Amazônia brasileira, principalmente da área sensível do Bico do Papagaio (área que engloba frações territoriais de Pará, Maranhão e Tocantins), que tinha sido palco da guerrilha do Araguaia.
Já em Marabá, durante onze anos funcionou em dependências do 52.º Batalhão de Infantaria de Selva (52.º BIS), na rodovia Transamazônica, passando a ocupar, em 1987, as atuais instalações na Folha 23, no núcleo urbano da Nova Marabá.
Em 1987, soldados da brigada foram destacados para o cerco aos garimpeiros que bloqueavam a Ponte Mista de Marabá, que gerou o inglório episódio do Massacre de São Bonifácio.
Até 2004 a 23.ª Bda Inf Sl esteve diretamente subordinada ao Comando Militar da Amazônia (CMA), em Manaus, e vinculada, para fins administrativos, à 8.ª Região Militar (8.ª RM), em Belém. Devido ao Plano de Estruturação do Exército, no dia 19 de agosto de 2004, em formatura realizada em Marabá, a 23.ª Bda Inf Sl passou a subordinar-se à antiga 8.ª Região Militar e 8.ª Divisão de Exército (atualmente somente 8.ª Região Militar). Desde a criação do Comando Militar do Norte (CMN), esta passou a ser sua subordinante.
Sua mais recente e importante missão militar finalizada (2017) foi a Missão das Nações Unidas para a Estabilização no Haiti (MINUSTAH).

## Organizações militares subordinadas

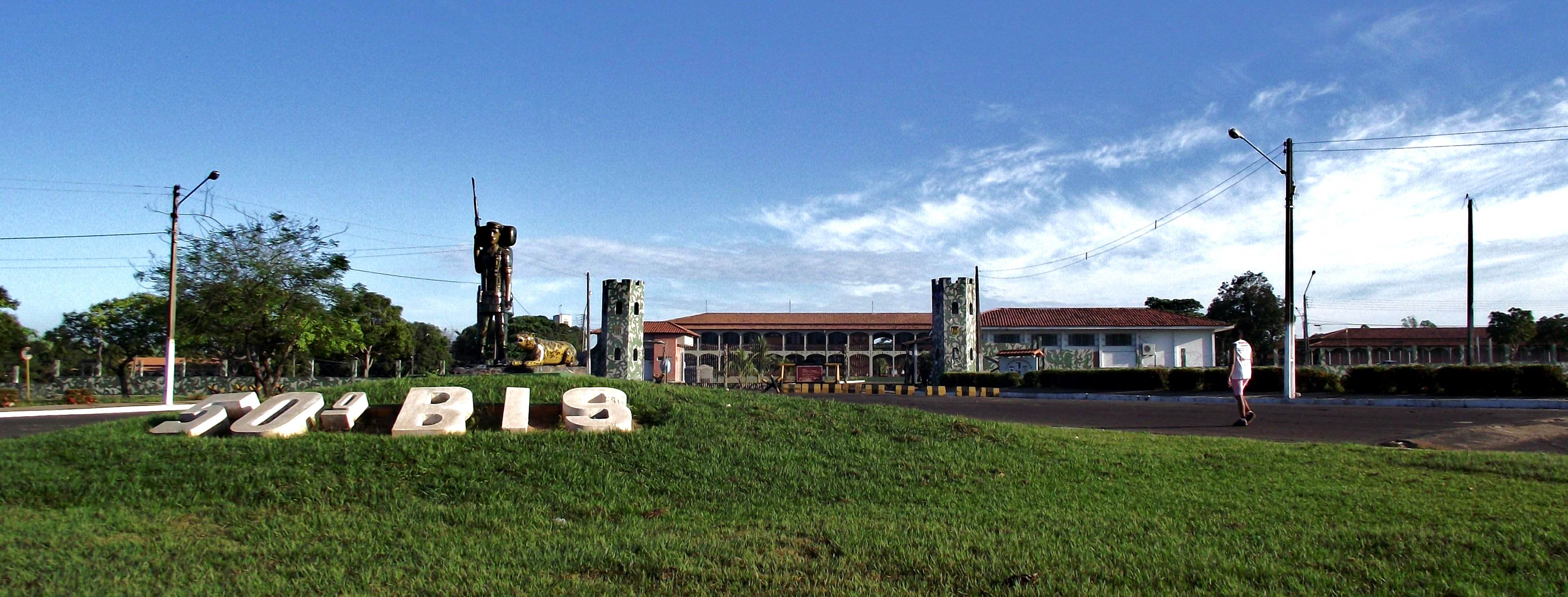
50.º Batalhão de Infantaria de Selva, em Imperatriz, em 2014.

Sentinela uma imensa fração do território nacional, percorrendo áreas dos estados do Pará, Maranhão e Tocantins, compondo-se das seguintes organizações militares:
- Comando 23.ª Brigada de Infantaria de Selva — Marabá[9]
  - Companhia de Comando da 23ª Brigada de Infantaria de Selva — Marabá
  - 50.º Batalhão de Infantaria de Selva — Imperatriz
  - 51.º Batalhão de Infantaria de Selva — Altamira
  - 52.º Batalhão de Infantaria de Selva — Marabá
  - 53.º Batalhão de Infantaria de Selva — Itaituba
  - 23.º Batalhão Logístico de Selva — Marabá
    - Seção Fluvial da 23ª Brigada de Infantaria de Selva — Marabá[10]

  - 23.º Esquadrão de Cavalaria de Selva — Tucuruí
  - 1.º Grupo de Artilharia de Campanha de Selva — Marabá
  - 23.ª Companhia de Comunicações de Selva — Marabá
  - 6ª Companhia de Engenharia de Combate de Selva  — Marabá[11]
  - 33.º Pelotão de Polícia do Exército — Marabá
  - Hospital de Guarnição de Marabá

Com organização desse porte, a grande unidade é considerada a mais completa brigada de selva da América Latina.

## Ligação externa
- «Site da Brigada»